# Bidens campylotheca
Bidens campylotheca là một loài thực vật có hoa trong họ Asteraceae. Nó thuộc chi Bidens. Loài này chỉ được tìm thấy ở quần đảo Hawaii.

## Hình ảnh

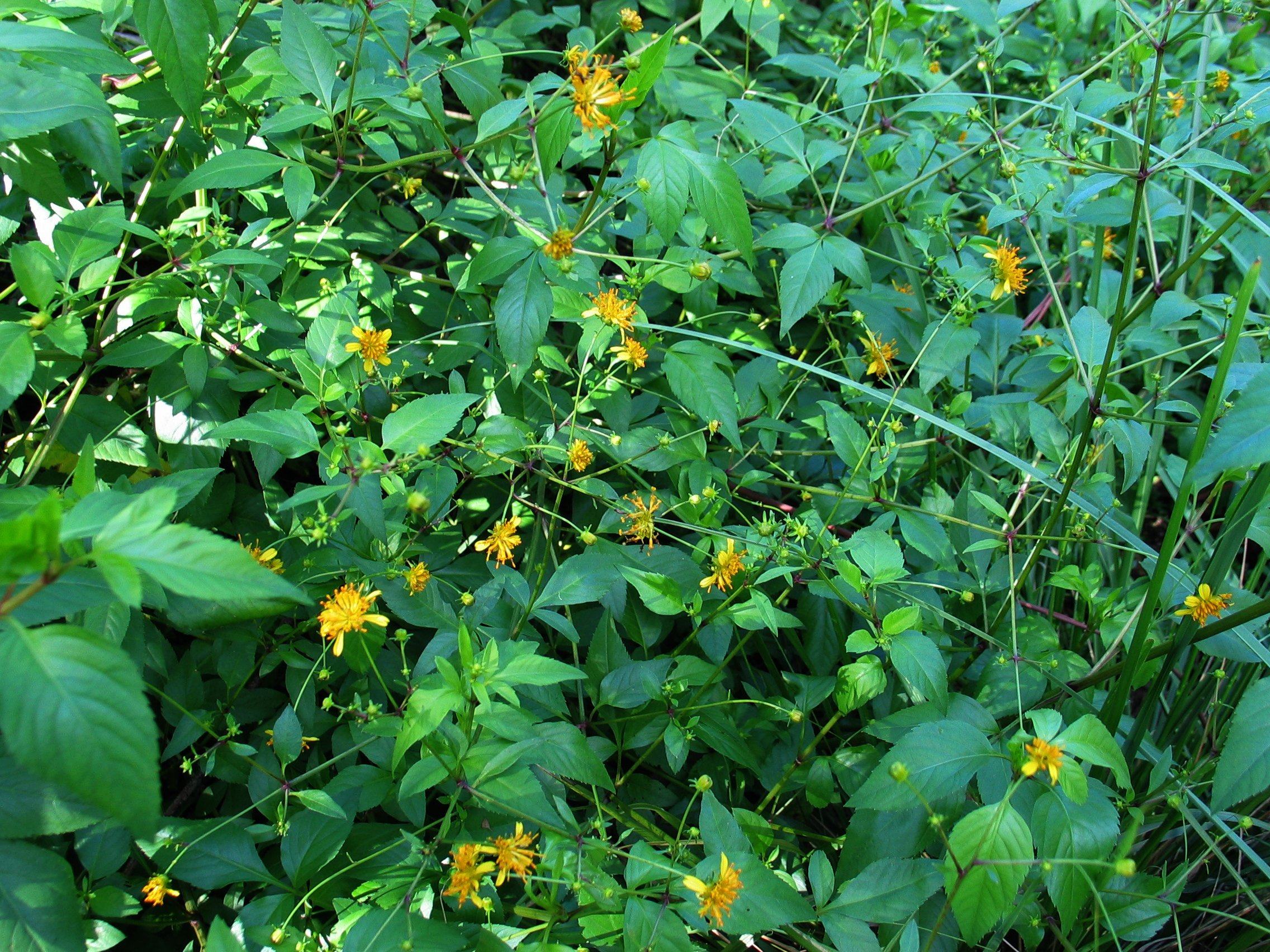
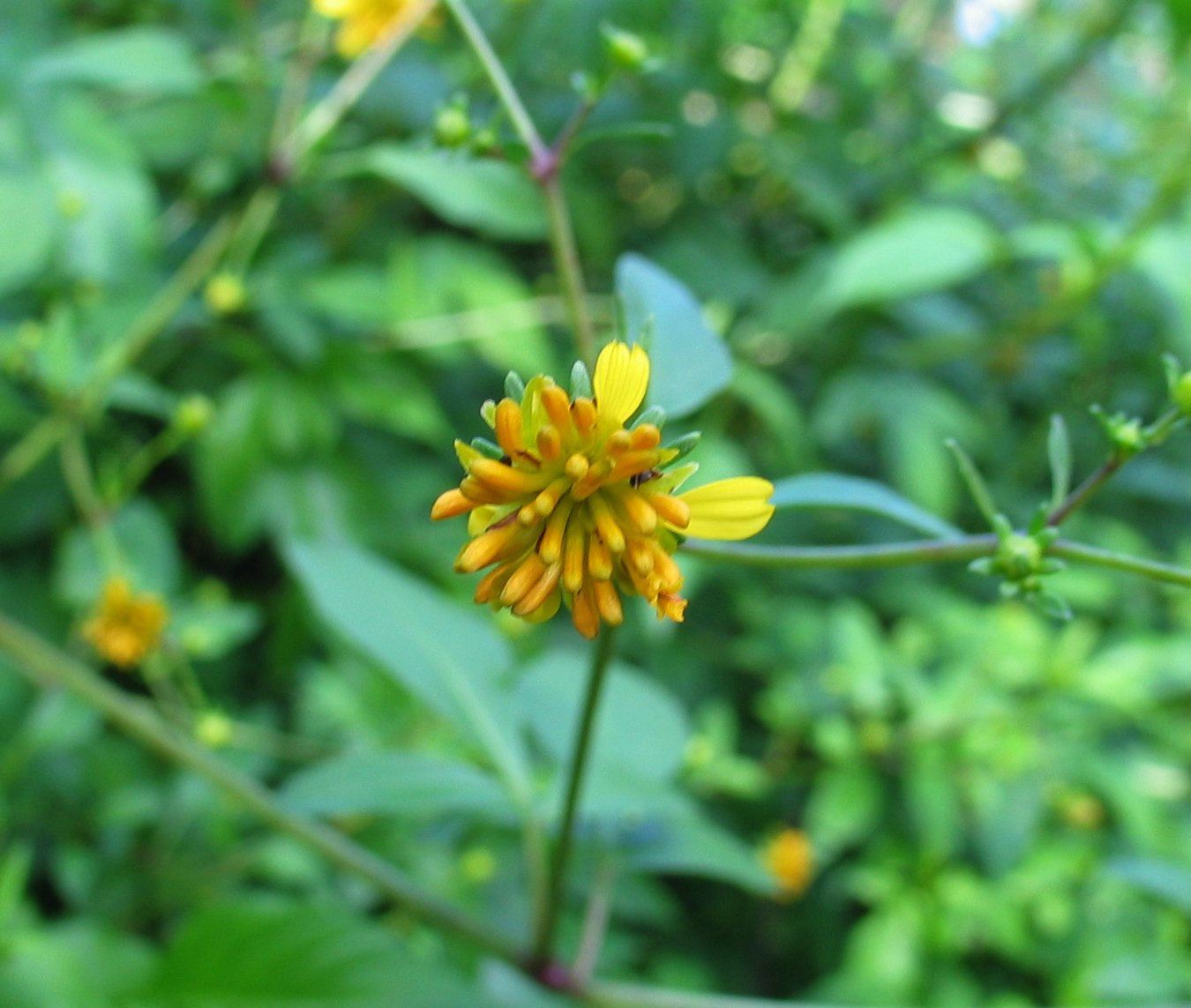
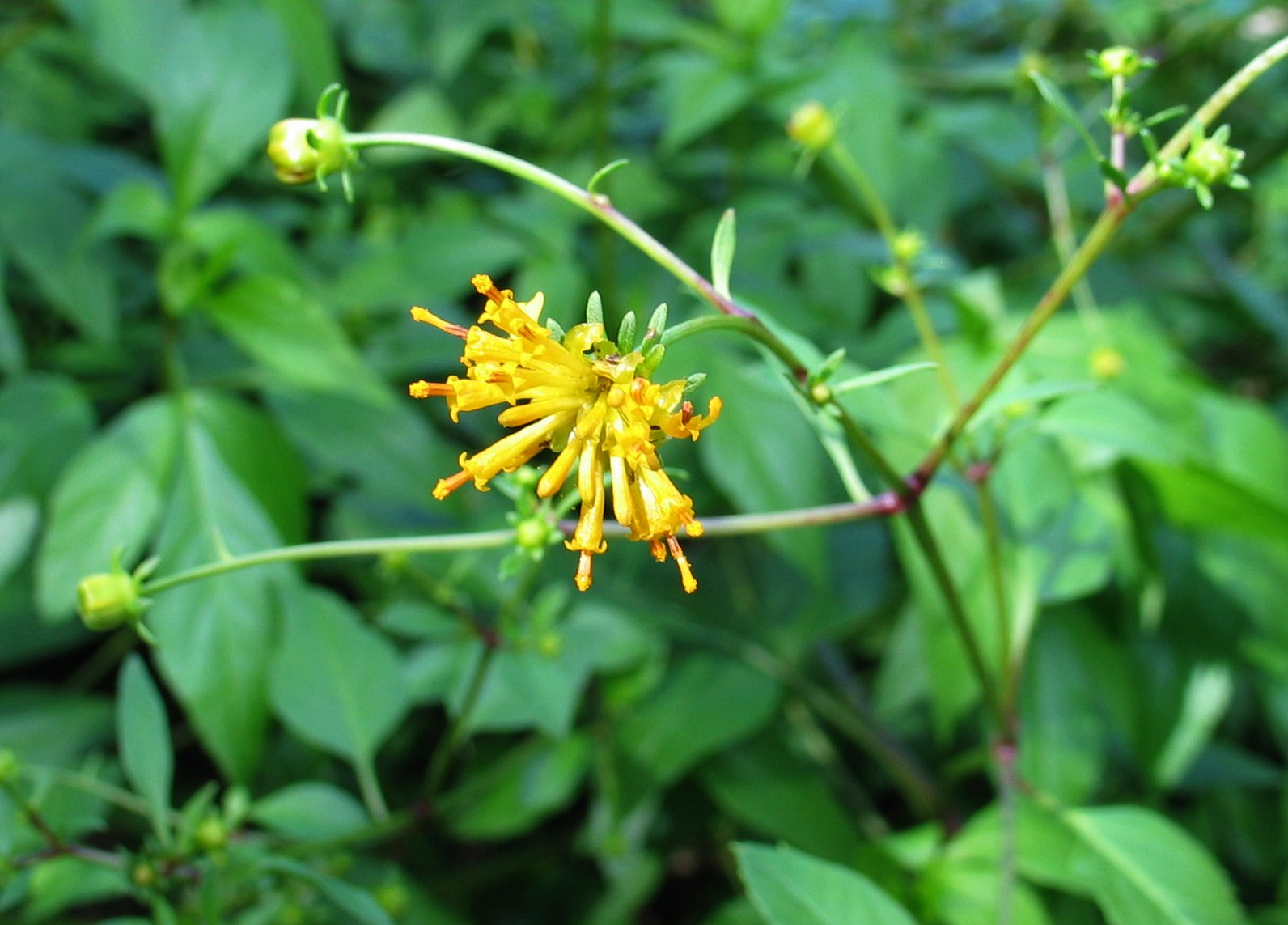
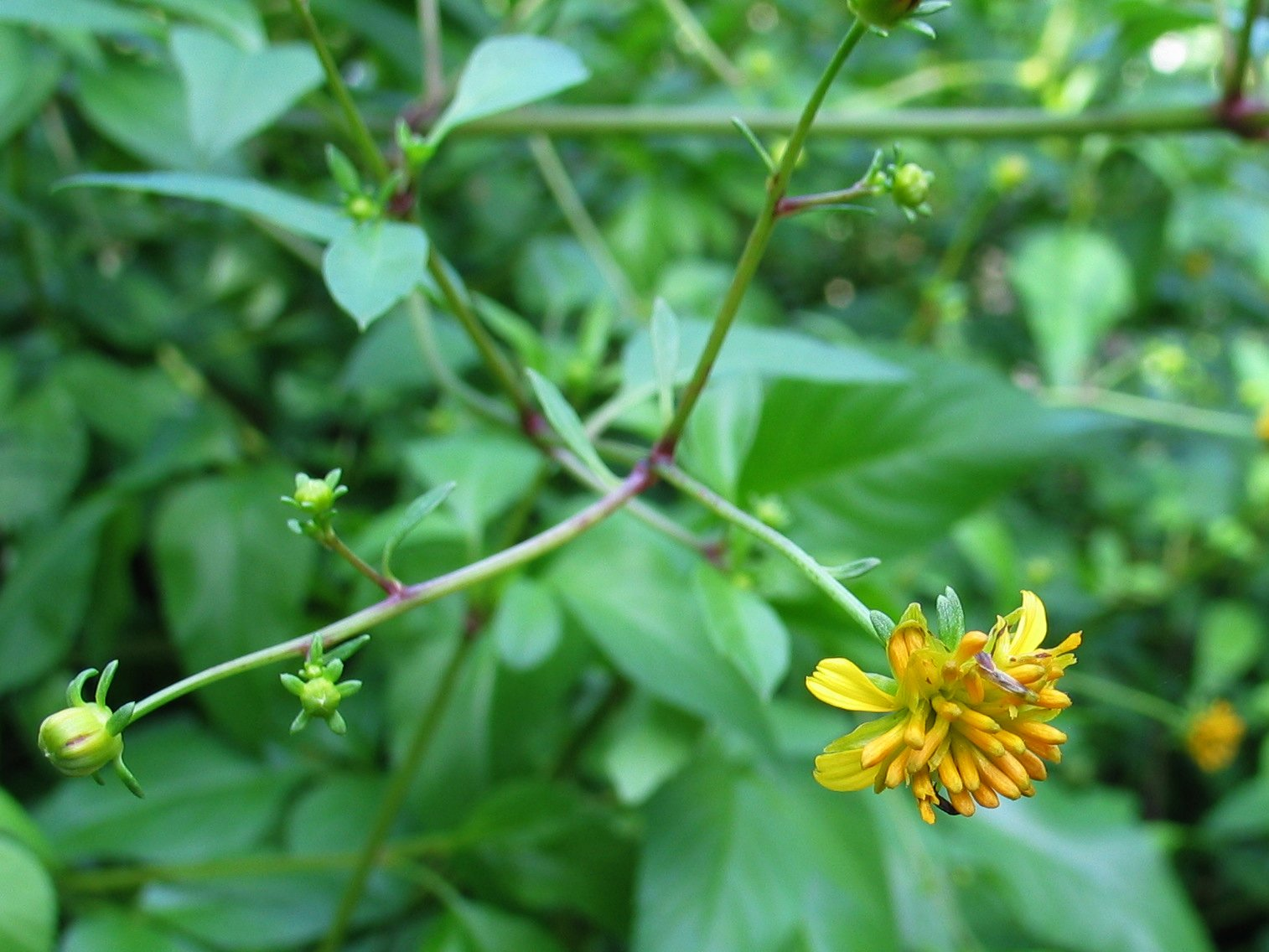